# كريستيان نوفاك
كريستيان نوفاك (بالبوكمول: Kristian Novak) هو لاعب كرة قدم نرويجي، ولد في 19 أكتوبر 1998. لعب مع FK Jerv ‏.

## وصلات خارجية
- كريستيان نوفاك على موقع اتحاد النرويج (النرويجية)
- كريستيان نوفاك على موقع قاعدة بيانات كرة القدم.إي يو (الإنجليزية)
- كريستيان نوفاك على موقع Soccerway.com (الإنجليزية)